# Рашелькі
Рашелькі (пол. Raszelki) — село в Польщі, у гміні Варта Серадзького повіту Лодзинського воєводства.
Населення — 85 осіб (2011).
У 1975-1998 роках село належало до Серадзького воєводства.

## Демографія
Демографічна структура станом на 31 березня 2011 року:
|          | Загалом | Допрацездатний вік | Працездатний вік | Постпрацездатний вік |
| -------- | ------- | ------------------ | ---------------- | -------------------- |
| Чоловіки | 44      | 7                  | 31               | 6                    |
| Жінки    | 41      | 6                  | 24               | 11                   |
| Разом    | 85      | 13                 | 55               | 17                   |